# جاك داير كراوتش، الثاني
جاك داير كراوتش، الثاني (بالإنجليزية: Jack Dyer Crouch, II)‏ (و. 1958 – م)هو دبلوماسي من الولايات المتحدة الأمريكية .

## التعليم
تعلم في جامعة جنوب كاليفورنيا.